# Lukáš Krejčí
Lukáš Krejčí (* 28. Juli 1969 in Prag) ist ein früherer slowakischer Biathlet.
Lukáš Krejči ist Trainer und lebt in Karlovy Vary. Seine ersten internationalen Rennen bestritt er noch vor der Auflösung der Tschechoslowakei im Weltcup. Nach der Auflösung wurde er Teil des neu geschaffenen slowakischen Nationalkader. Erste internationale Meisterschaften wurden die Weltmeisterschaften 1993 in Borowetz. Krejči wurde 79. des Einzels und mit Pavel Sládek, Daniel Krčmář und Pavel Kotraba Elfter des Staffelrennens. Er gehörte zur ersten Olympiamannschaft des der Slowakei und nahm in Lillehammer an den Olympischen Winterspielen 1994 teil, wo er 50. des Einzels und mit Pavel Sládek, Pavel Kotraba und Daniel Krčmář als Schlussläufer der Staffel 18. wurde. Nach der Saison beendete er wie auch die drei anderen wichtigsten Vertreter der ersten Generation slowakischer Biathleten Pavel Sládek, Pavel Kotraba und Daniel Krčmář seine Karriere und machte Platz für eine neue Generation slowakischer Biathleten.

## Weltcupstatistik
Die Tabelle zeigt alle Platzierungen (je nach Austragungsjahr einschließlich Olympische Spiele und Weltmeisterschaften).
- 1.–3. Platz: Anzahl der Podiumsplatzierungen
- Top 10: Anzahl der Platzierungen unter den ersten zehn (einschließlich Podium)
- Punkteränge: Anzahl der Platzierungen innerhalb der Punkteränge (einschließlich Podium und Top 10)
- Starts: Anzahl gelaufener Rennen in der jeweiligen Disziplin

| Platzierung                                    | Einzel | Sprint | Verfolgung | Massenstart | Team | Staffel | Gesamt |
| ---------------------------------------------- | ------ | ------ | ---------- | ----------- | ---- | ------- | ------ |
| 1. Platz                                       |        |        |            |             |      |         |        |
| 2. Platz                                       |        |        |            |             |      |         |        |
| 3. Platz                                       |        |        |            |             |      |         |        |
| Top 10                                         |        |        |            |             |      |         |        |
| Punkteränge                                    |        |        |            |             |      | 2       | 2      |
| Starts                                         | 7      | 5      |            |             |      | 2       | 14     |
| Stand: Karriereende, Daten wohl nicht komplett |        |        |            |             |      |         |        |